# Castilleja linariifolia
Castilleja linariifolia är en snyltrotsväxtart som beskrevs av George Bentham. Castilleja linariifolia ingår i släktet målarborstar, och familjen snyltrotsväxter. Inga underarter finns listade i Catalogue of Life.

## Bildgalleri

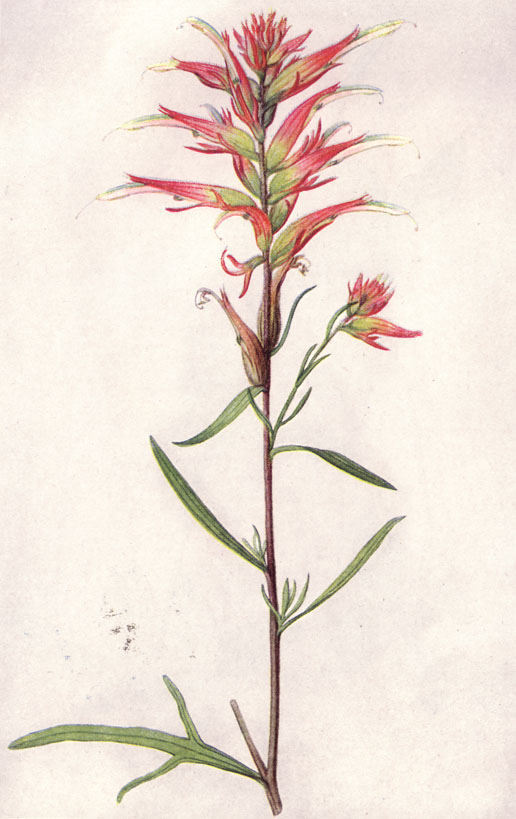